# Froschlaichalgen
Die Froschlaichalgen (Batrachospermum) sind eine Gattung der Rotalgen. Es handelt sich um Süßwasseralgen, die weltweit in langsam fließenden, sauerstoffreichen Gewässern vorkommen. In Mitteleuropa ist die Gattung durch die Froschlaichalge B. gelatinosum vertreten. Die Bezeichnung „Froschlaichalge“ ist auch für andere Arten der Gattung gebräuchlich, zumal diese nur schwer voneinander zu unterscheiden sind. Mit etwa 100 Arten umfasst die Gattung 2/3 der im Süßwasser lebenden Rotalgen. Die Froschlaichalgen wurden von der Sektion Phykologie der Deutschen Botanischen Gesellschaft zur Alge des Jahres 2010 gekürt.

## Beschreibung und Fortpflanzung
Wie die meisten Rotalgen durchlaufen die Froschlaichalgen einen dreigliedrigen Generationswechsel, in dem ein haploider Gametophyt und zwei verschiedene diploide Sporophyten aufeinander folgen. Der Name rührt von einem gallertigen Schleim aus Oligosacchariden her, der die Alge umgibt. Makroskopisch auffällig ist der Gametophyt, der bis 40 cm lang sein kann. Er besteht aus einem zentralen Faden aus aneinandergereihten länglichen Zellen, an dem in regelmäßigen Abständen quirlartige Büschel verzweigter Seitenfäden sitzen. An den Enden von Seitenfäden werden die Geschlechtsorgane ausgebildet: weibliche Karpogonien, die einen langgestreckten, manchmal gestielten Fortsatz, die Trichogyne, aufweisen und an der Basis einen Zellkern enthalten, und männliche Antheridien. Letztere entlassen die männlichen Gameten (Spermatien), die sphärisch gestaltet und 4–8 μm groß sind und wie bei allen Rotalgen keine Geißeln tragen, sondern passiv durch die Wasserströmung bewegt werden. Wenn ein Spermatium auf eine Trichogyne trifft, kann die Befruchtung erfolgen, aus der die diploide Zygote hervorgeht.
Die Zygote verbleibt an der Mutterpflanze und bildet die winzige, wenigzellige erste Sporophytengeneration, den Karposporophyten oder Gonimoblasten, aus. Dieser produziert ebenfalls diploide Karposporen, die nach ihrer Freisetzung zu fädigen Prothalli auskeimen. Der Prothallus pflanzt sich einerseits ungeschlechtlich fort, indem er Monosporen bildet, aus denen weitere Prothalli hervorgehen. Außerdem findet in endständigen Zellen kurzer aufrecht wachsender Fäden die Meiose statt, aus der neben zwei Polkörpern eine Zelle hervorgeht, die – auf dem Prothallus verbleibend – zu dem haploiden Gametophyten auswächst. Dieser bildet dann auch Rhizoid-artige Fäden, die nach unten wachsen und der Verankerung dienen.

## Systematik
Die Gattung Batrachospermum wurde 1797 von Albrecht Wilhelm Roth in Bemerkungen über das Studium der cryptogamischen Wassergewächse aufgestellt. Zu dieser Zeit war als einzige Art die Froschlaichalge Batrachospermum gelatinosum bekannt, welche die Typusart von Batrachospermum ist. Seitdem wurden zahlreiche weitere Arten entdeckt. Molekulargenetische Untersuchungen führten dazu, dass 2014 mehrere Arten in der Gattung Sheathia abgetrennt wurden. 2018 wurden auch die Arten von Batrachospermum section Virescentia in eine eigene Gattung Virescentia verschoben.
Im September 2018 umfasst Batrachospermum nach AlgaeBase folgende Arten: 
- Batrachospermum aestivale
- Batrachospermum africanum
- Batrachospermum alcyonideum
- Batrachospermum alpinum
- Batrachospermum americanum
- Batrachospermum androgyne
- Batrachospermum androinvolucrum
- Batrachospermum annulatum
- Batrachospermum araiasakame
- Batrachospermum aristatum
- Batrachospermum ariston
- Batrachospermum ateleium
- Batrachospermum atrichum
- Batrachospermum bakarense
- Batrachospermum bangladeshianum
- Batrachospermum beraense
- Batrachospermum brasiliense
- Batrachospermum breutelii
- Batrachospermum capillaceum
- Batrachospermum carpocontortum
- Batrachospermum cayennense
- Batrachospermum claviceps
- Batrachospermum crassiusculum
- Batrachospermum cylindrocellulare
- Batrachospermum dapsile
- Batrachospermum deminutum
- Batrachospermum desikacharyi
- Batrachospermum diaphanum
- Batrachospermum elegans
- Batrachospermum equisetifolium
- Batrachospermum faciferum
- Batrachospermum gelatinosum
- Batrachospermum gombakense
- Batrachospermum graibussoniense
- Batrachospermum guianense
- Batrachospermum heteromorphum
- Batrachospermum hondongense
- Batrachospermum hypogynum
- Batrachospermum islandrinum
- Batrachospermum julianum
- Batrachospermum keratophytum
- Batrachospermum khaoluangensis
- Batrachospermum kushiroense
- Batrachospermum lamprogyne
- Batrachospermum lochmodes
- Batrachospermum loefgrenii
- Batrachospermum longiarticulatum
- Batrachospermum longipedicellatum
- Batrachospermum macrosporum
- Batrachospermum mascomi
- Batrachospermum medium
- Batrachospermum microspermum
- Batrachospermum miniatum
- Batrachospermum naiadis
- Batrachospermum nodosum
- Batrachospermum nothocladoideum
- Batrachospermum nova-guineense
- Batrachospermum periplocum
- Batrachospermum phangii
- Batrachospermum pozoazulense
- Batrachospermum prominens
- Batrachospermum protimum
- Batrachospermum pulchrum
- Batrachospermum pullum
- Batrachospermum rivularioides
- Batrachospermum serendipidum
- Batrachospermum shanxiense
- Batrachospermum sinense
- Batrachospermum skujae
- Batrachospermum stephensii
- Batrachospermum szechwanense
- Batrachospermum tapirense
- Batrachospermum thwaitesii
- Batrachospermum torridum
- Batrachospermum torsivum
- Batrachospermum tortuosum
- Batrachospermum transitorium
- Batrachospermum trichocontortum
- Batrachospermum trichofurcatum
- Batrachospermum triste
- Batrachospermum turfosum
- Batrachospermum turgidum
- Batrachospermum ulandrium
- Batrachospermum yunnanense
- Batrachospermum zostericola